# Wien Kortfilmfestival
Wien Kortfilmfestival (på engelska Vienna Independent Shorts eller VIS) är en årlig filmfestival i Wien som grundades 2004. 
Festivalen visas narrativa och experimentella kortfilmer på högst 30 minuter och går av stapeln i maj och varar i åtta dagar.
I dag är den Österrikes största kortfilmsfestival. Festivalen är organiserad av förbundet Independent Cinema sedan 2005.
Festivalens huvudpris, som är ett publikpris, kallas Golden Shorts.
| År   | Festivalvecka   | Segrarna av ”Golden Shorts”                        | Filmantal |
| ---- | --------------- | -------------------------------------------------- | --------- |
| 2004 | 6-12 juni       | ingen tävling                                      | 125       |
| 2005 | 22-28 maj       | ”Balls” av Stefan Wolner (Österrike)               | 100       |
| 2006 | 21-28 maj       | ”Mort à l'écran” av Alexis Ferrebeuf (Frankrike)   | 217       |
| 2007 | 15-20 maj       | ”Quelque chose en O” av Marc Schaus (Belgien)      | 230       |
| 2008 | 16-23 maj       | ”Kak stat stervoi” av Alina Rudnitskaya (Ryssland) | 921       |
| 2009 | 14-20 maj       | ”14” av Asitha Ameresekere (UK)                    | 1129      |
| 2010 | 27 maj - 2 juni | ”In the Air” av Liza Johnson (USA)                 | 1800      |